# 11 (musikalbum)
11 är ett studioalbum av Bryan Adams, släppt på den internationella marknaden den 17 mars 2008 och i USA den 17 maj samma år.

## Låtlista
1. "Tonight We Have the Stars" – 4:05
2. "I Thought I'd Seen Everything" – 5:07
3. "I Ain't Losin' the Fight" – 3:56
4. "Oxygen" – 3:35
5. "We Found What We Were Looking for" – 3:38
6. "Broken Wings" – 3:37
7. "Somethin' to Believe In" – 4:01
8. "Mysterious Ways" – 4:28
9. "She's Got a Way" – 4:41
10. "Flower Grown Wild" – 3:53
11. "Walk on By" – 2:53
12. "Way of the World" (Storbritannien/Japan bonusspår) – 3:18
13. "Miss America" (Itunes/singelspår) – 3:57

## Listplaceringar

### Album
| Land           | Placering | Certifiering | Sålda exemplar |
| -------------- | --------- | ------------ | -------------- |
| Kanada         | 1         |              |                |
| Schweiz        | 1         | Guld         | +15 000        |
| Tyskland       | 2         |              |                |
| Österrike      | 2         |              |                |
| Danmark        | 2         |              |                |
| Portugal       | 4         |              |                |
| Storbritannien | 6         |              |                |
| Nederländerna  | 8         |              |                |
| Spanien        | 12        |              |                |
| Ungern         | 15        |              |                |
| Irland         | 25        |              |                |
| Sverige        | 30        |              |                |
| Australien     | 35        |              |                |
| Norge          | 39        |              |                |
| USA            | 80        |              |                |
| Frankrike      | 157       |              |                |